# طبيعة سوريا

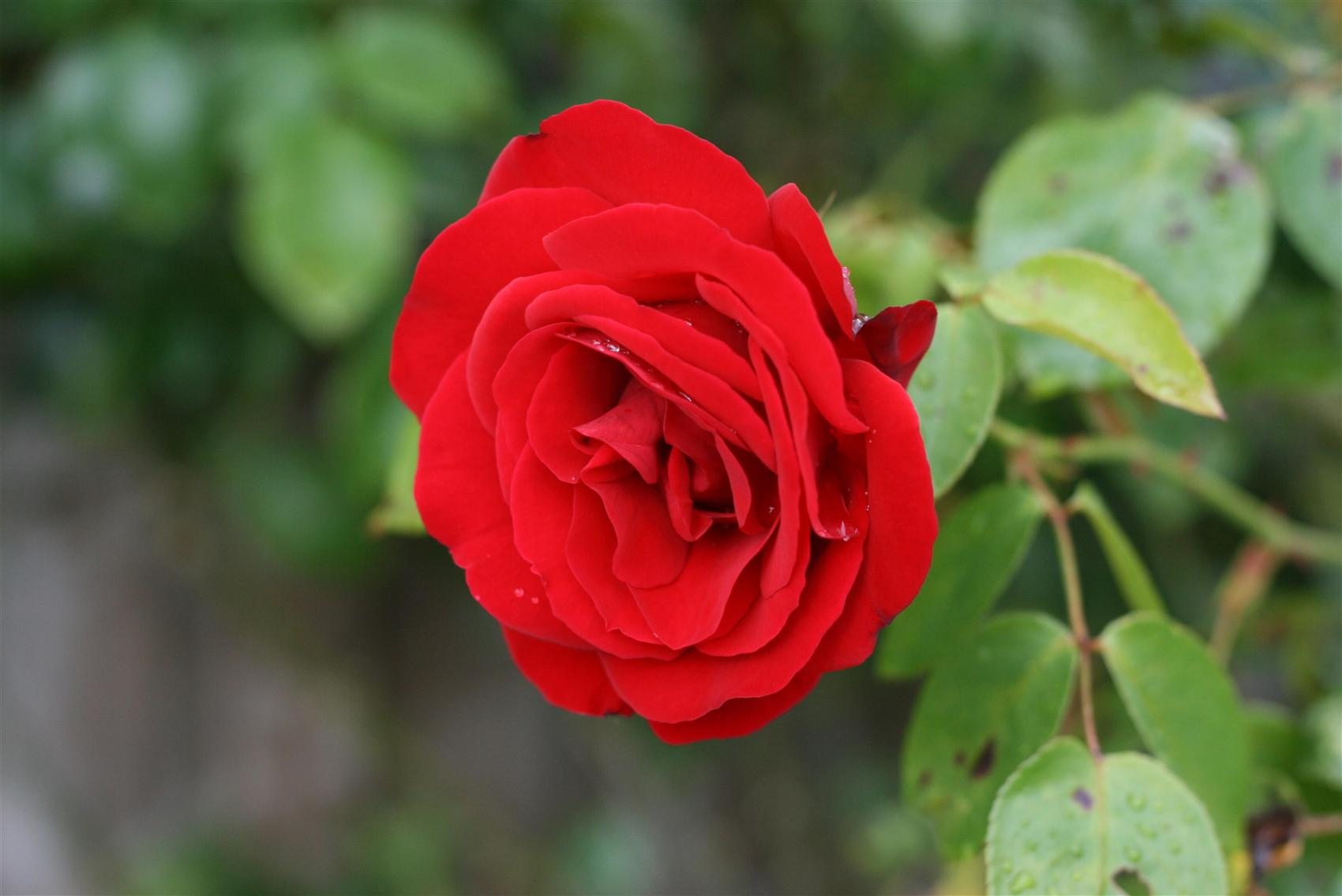
وردة جورية حمراء

طبيعة سوريا تتضمن النباتات والحيوانات المشهورة في سوريا.

## نباتات سوريا
- الياسمين الشامي
- الوردة الدمشقية

الوردة الدمشقية أو كما تعرف باسمها الشائع الورد الجوري الاسم العلمي (ROSA DAMASCAENA)، الفصيلة النباتية(ROSACEAE)، تشتهر وردة دمشق بعطرها الفواح تم نقل الوردة من سوريا إلى أوروبا خلال حملات الصليبيين في القرن الثالث عشر ميلادي.

## حيوانات سوريا
- الدب البني السوري

الدب الأسمر السوري، أو مجرّد الدب السوري، هو إحدى سلالات الدب البني وأصغرها جميعا، وهو حيوان قارت (آكل لكل شيء)، فهو يقتات على اللحوم والأعشاب والفاكهة والحشرات وغيرها. يعيش في الغابات السورية يبلغ ارتفاع الدب البني السوري 140 سنتيمترا عند الكتفين، ويتراوح لونه من المصفر إلى البني القاتم.

### طيور سوريا
1. - الحسون
2. - الصقر الحر السوري
3. - الصقر الحوام
4. - نعار
5. - النسر الأقرع (النسر التدمري)
6. - النسر الأسمر
7. - النسر الأسود
8. - نقار الخشب السوري
9. - الشحرور
10. - العندليب
11. - الباشق
12. - اللقلق - (ابوسعد)
13. - عصفور الشمس السوري
14. - القطقاط
15. - السنونو
16. - العصفور الخضيري
17. - بلبل الشعير السوري
18. - البلبل
19. - الزقزاق الانيس السوري
20. - الصرد الرمادي
21. - الحمام البري
22. - الدوري
23. - طائر النعار السوري
24. - عصفور تفاحي
25. - خفاش حذوة الحصان
26. - خفاش البحر المتوسط
27. - الشرقرق
28. - الوروار /الشقراق
29. - الوروار الأخضر
30. - الباز
31. - البومة
32. - باشق العصافير
33. - أبو الحن
34. - الهدهد
35. - الثرثار
36. - العقاب الامبراطوري
37. - العقاب الأسود
38. - العقاب المرقط
39. - الزرزور
40. - اللقلق
41. - القبرة الصياح - (اللارك)
42. - طائر دلون
43. - الطير الابقع
44. - السمن
45. - الفر
46. - الغراب الزيتوني
47. - الكروان السوري
48. - أبو منجل السوري
49. - الحباري
50. - المطراق
51. - أبو قلنسوة
52. - الإوز البري
53. - البط البري
54. - البط الحمراوي
55. - العقاب
56. - مالك الحزين - (البلشون الأبيض)
57. - البلشون الرمادي
58. - البندوق
59. - الغطاس الصغير
60. - أبو الحن
61. - الحجل الجبلي السوري
62. - الحجل
63. - عصفور التين السوري
64. - الطير الابقع
65. - القطا
66. - النورس
67. - النورس الفضي
68. - الدرج
69. - أبو زريق